# Renato de Jesus
Renato de Jesus (Rio de Janeiro, 27 de fevereiro de 1953 — Rio de Janeiro, 15 de junho de 2020) foi um político brasileiro. Em 1994 foi eleito deputado estadual pelo Rio de Janeiro, sendo reeleito em 1998, 2002 e 2006.

## Morte
Morreu em 15 de junho de 2020, aos 67 anos, após lutar por 34 dias contra o COVID-19. Ele estava internado no Hospital Pró-Cardíaco, no Rio de Janeiro.